# Billy Hunt (cầu thủ bóng đá)
William Edmund Hunt (sinh ngày 25 tháng 11 năm 1934) là một cựu cầu thủ bóng đá người Anh từng thi đấu cho Colchester United.

## Tiểu sử
Sinh ra ở Colchester, Essex, Hunt kí hợp đồng với Colchester năm 1955, ở vị trí học việc tại câu lạc bộ. Là một trung vệ, ông có màn ra mắt trước Southend United vào ngày 27 tháng 8 năm 1955. Tuy nhiên, đây là lần ra sân duy nhất của ông cho Colchester, trước khi gia nhập Sudbury Town năm sau đó.